# NGC 6412
NGC 6412 (również PGC 60393, UGC 10897 lub Arp 38) – galaktyka spiralna z poprzeczką (SBc), znajdująca się w gwiazdozbiorze Smoka. Odkrył ją William Herschel 12 grudnia 1797 roku.